# Condylostylus cinctiventris
Condylostylus cinctiventris är en tvåvingeart som beskrevs av Van Duzee 1934. Condylostylus cinctiventris ingår i släktet Condylostylus och familjen styltflugor.
Artens utbredningsområde är Colombia. Inga underarter finns listade i Catalogue of Life.